# Merva, Horohiv
Merva (în ucraineană Мерва) este localitatea de reședință a comunei Merva din raionul Horohiv, regiunea Volînia, Ucraina.

## Demografie
Componența lingvistică a localității Merva
     Ucraineană (99,44%)
     Alte limbi (0,56%)
Conform recensământului din 2001, majoritatea populației localității Merva era vorbitoare de ucraineană (99,44%), existând în minoritate și vorbitori de alte limbi.